# Cantón de Issigeac
El cantón de Issigeac era una división administrativa francesa, que estaba situada en el departamento de Dordoña y la región de Aquitania.

## Composición
El cantón estaba formado por dieciocho comunas:
- Bardou
- Boisse
- Bouniagues
- Colombier
- Conne-de-Labarde
- Faurilles
- Faux
- Issigeac
- Monmadalès
- Monmarvès
- Monsaguel
- Montaut
- Plaisance
- Saint-Aubin-de-Lanquais
- Saint-Cernin-de-Labarde
- Sainte-Radegonde
- Saint-Léon-d'Issigeac
- Saint-Perdoux

## Supresión del cantón de Issigeac
En aplicación del Decreto n.º 2014-218 de 21 de febrero de 2014, el cantón de Issigeac fue suprimido el 22 de marzo de 2015 y sus 18 comunas pasaron a formar parte del nuevo cantón de Sur de Bergerac.